# Madesjö IF
Madesjö IF är en idrottsförening i Madesjö i Sverige, bildad 17 maj 1957. Klubben bedriver fotboll, tidigare även bordtennis (1957-1965), bowling (1979-1994), ishockey (1959/1960-1976/1977) och gymnastik  (1963-?). 1971 började föreningen med damfotboll, där man senare kommit att bli framgångsrika. 2002 blev F-15-laget svenska mästare i futsal.

## Säsonger i ishockey
När Madesjö omnämns första gången i seriespel i Årets ishockey omnämns de som Madesjö HC och spelar i Smålands ishockeyförbunds distriktsserie Division V. De första åren var det inte så många lag i serierna. När Madesjö börjar stiga i seriesystemet beror det delvis på att antalet lag i varje serie ökas. Fr.o.m. 1967 finns man med i förbundsserien Division III, samtidigt som Nybro IF når framgångar nationellt. Madesjös framgångsrikaste år var 1970 och 1971 då laget slutade på andra plats i Division III och var nära att nå Division II. Klubben var farmarklubb till Nybro och i samband med att Nybros storhetstid tar slut går det sämre även för Madesjö. Säsongen 1976/1977 nämns laget inte längre i årsböckerna.
| Säsong    | Division                         | Placering | Kval                              |
| --------- | -------------------------------- | --------- | --------------------------------- |
| 1964/1965 | Division V Småland Kalmargruppen | 3         |                                   |
| 1965/1966 | Division V Småland Sydöstra      | 3         | uppflyttade                       |
| 1966/1967 | Division IV Småland Östra        | 1         | uppflyttade                       |
| 1967/1968 | Division III Södra Sydsvenska B  | 7         |                                   |
| 1968/1969 | Division III Sydsvenska B        | 4         |                                   |
| 1969/1970 | Division III Södra E             | 2         |                                   |
| 1970/1971 | Division III Södra D             | 2         |                                   |
| 1971/1972 | Division III Södra D             | 5         |                                   |
| 1972/1973 | Division III Södra E             | 4         |                                   |
| 1973/1974 | Division III Södra E             | 5         |                                   |
| 1974/1975 | Division III Södra A             | 7         |                                   |
| 1975/1976 | Division III Småland Östra       | 3         | 6:a i kvalserien till Division II |

### Fotnoter
1. ↑  ”Historik ungdomsfotboll”. Svenska Fotbollförbundet. http://svenskfotboll.se/cuper-och-serier/sm-i-futsal/tidigare-vinnare-ungdom/. Läst 15 december 2013.
2. ↑  Åke Palmstrand, red (1965). ”Säsongen 1964–65”. Årets Ishockey 1965 (Vällingby: Strömbergs Idrottsböcker):  sid. 283. ISSN 0282-860X.
3. ↑  Åke Palmstrand, red (1966). ”Smålands Ishockeysäsong 1965/66”. Årets Ishockey 1966 (Vällingby: Strömbergs Idrottsböcker):  sid. 284. ISSN 0282-860X.
4. ↑  Åke Palmstrand, red (1967). ”Smålands Ishockeysäsong 1966–67”. Årets Ishockey 1967 (Vällingby: Strömbergs Idrottsböcker):  sid. 283. ISSN 0282-860X.
5. ↑  Åke Palmstrand, red (1968). ”Södra Sydsvenska i fakta”. Årets Ishockey 1968 (Vällingby: Strömbergs Idrottsböcker):  sid. 217. ISSN 0282-860X.
6. ↑  Åke Palmstrand, red (1969). ”Södra Sydsvenska i fakta”. Årets Ishockey 1969 (Vällingby: Strömbergs Idrottsböcker):  sid. 205. ISSN 0282-860X.
7. ↑  Åke Palmstrand, red (1970). ”Resultaten i Division III, Södra E”. Årets Ishockey 1970 (Vällingby: Strömbergs Idrottsböcker):  sid. 205. ISSN 0282-860X.
8. ↑  Åke Palmstrand, red (1971). ”Smålands ishockeysäsong i siffror och namn”. Årets Ishockey 1971 (Vällingby: Strömbergs Idrottsböcker):  sid. 260–262. ISSN 0282-860X.
9. ↑  Åke Palmstrand, red (1972). ”Smålands ishockeysäsong i siffror och namn”. Årets Ishockey 1972 (Vällingby: Strömbergs Idrottsböcker):  sid. 255. ISSN 0282-860X.
10. ↑  Åke Palmstrand, red (1973). ”Blekinges ishockeysäsong i siffror och namn”. Årets Ishockey 1973 (Vällingby: Strömbergs Idrottsböcker):  sid. 260. ISSN 0282-860X.
11. ↑  Åke Palmstrand, red (1974). ”Blekinges ishockeysäsong i siffror och namn”. Årets Ishockey 1974 (Vällingby: Strömbergs Idrottsböcker):  sid. 264. ISSN 0282-860X.
12. ↑  C A Strömberg, red (1975). ”IK70 från Oskarshamn vann division III Södra A”. Årets Ishockey 1975 (Vällingby: Strömbergs Idrottsböcker):  sid. 284. ISSN 0282-860X.
13. ↑  C A Strömberg, red (1975). ”Division III”. Årets Ishockey 1975 (Vällingby: Strömbergs Idrottsböcker):  sid. 290. ISSN 0282-860X.